# Bataille de Mykolaïv
Pour un article plus général, voir Offensive de Kherson.
Invasion de l'Ukraine par la Russie de 2022
Batailles
Offensive de Kiev (Jytomyr, Kiev) : 
- 1re Hostomel
- Tchernobyl
- Ivankiv
- Kiev
- 2e Hostomel
- Vassylkiv
- Boutcha
- Irpin
  - Bombardement de réfugiés
- Jytomyr
- Mochtchoun
- Makariv
- Brovary

Offensive du Nord (Tchernihiv, Soumy) :
- Hloukhiv
- Slavoutytch
- Bombardements
- Soumy
- Trostianets
- Tchernihiv
- Okhtyrka
- Lebedyn
- Konotop
- Romny
- Desna
- Escarmouches frontalières

Russie  (Briansk, Belgorod) :
- Incursions en Russie occidentale
  - Oblast de Briansk
  - Oblasts de Belgorod et de Koursk
    - Incursions de 2024

  - Bombardement de Belgorod
- Oblast de Koursk (août 2024)

Campagne de l'Est (Donetsk, Louhansk, Kharkiv)
Kharkiv :
- 1re Kharkiv
  - Tchouhouïv
  - Bombardements : en février
  - en mars
  - en avril
  - du bâtiment administratif
- Izioum
- 2e Kharkiv
  - Balaklia
  - 1re Koupiansk
  - Chevtchenkove
- 3e Kharkiv

Nord du Donbass:
- Starobilsk
- Sloviansk
  - Dovhenke
  - 1re Lyman
  - Sviatohirsk
  - Bohorodychne et Krasnopillia
  - Bombardements : Bilohorivka
  - Kramatorsk
- Sievierodonetsk
  - Kreminna
  - Donets
  - Roubijné
  - Popasna
  - Tochkivka
  - Massacre
- Lyssytchansk
- 2e Kharkiv
  - Balaklia
  - 1re Koupiansk
  - Chevtchenkove
  - 2e Lyman
- Oblast de Louhansk
  - Ligne Svatove-Kreminna
  - Serebryansky
  - 2e Koupiansk

 Centre du Donbass:
- Horlivka
- Popasna
- Svitlodarsk
- Bakhmout
  - Soledar
- Siversk
- Tchassiv Iar
- Toretsk

Sud du Donbass :
- Volnovakha
- Marioupol
  - Bombardements : de l'hôpital
  - du théâtre
  - de l'école d'art
- Pisky
- Vouhledar
  - Pavlivka
- Marïnka
- Contre-offensive de 2023
- Avdiïvka
- Novomykhaïlivka
- Pokrovsk
  - Krasnohorivka
  - Toretsk
- Bombardements :
- Makiïvka
- Donetsk

Campagne du Sud (Mykolaïv, Kherson, Zaporijjia)
- 1re Kherson
- Odessa
- Melitopol
- Mykolaïv
  - Bombardements : à fragmentation
  - du bâtiment administratif
- 1re Berdiansk
- Zaporijjia
- Tchornobaïvka
- Enerhodar
- Voznessensk
- Houliaïpole
- Davydiv Brid
- 2e Berdiansk
- Nova Kakhovka
- 2e Kherson
  - Doudtchany
- Dniepr
- Tchoulakivka
- Contre-offensive de 2023
  - Robotyne

Frappes aériennes dans l'Ouest et le Centre de l'Ukraine
- Lviv (02/2022)
- Vinnytsia (03/2022)
- Yavoriv (03/2022)
- Deliatyne (03/2022)
- Dnipro

Guerre navale
- Île des Serpents (02/2022)
- Moskva (04/2022)

Attaques en Crimée
- Novofedorivka (08/2022)
- Djankoï (08/2022)
- Pont de Crimée (10/2022)
- Base navale de Sébastopol (10/2022)
- Pont de Crimée (07/2023)
- Base navale de Sébastopol (09/2023)

Débordement
- Aéroport de Millerovo
- Sabotages en Russie
- Attaques en Transnistrie
- Sabotage des gazoducs Nord Stream
- Terrain d'entraînement militaire de Soloti
- Explosions en Pologne
- Bases aériennes de Dyagilevo et Engels-2
- Base aérienne de Minsk-Matchoulichtchi
- Crise russo-moldave de 2023
  - Accusations de tentative de coup d'État en Moldavie
- Incident de drone de 2023 en mer Noire
- Rébellion du groupe Wagner

Massacres
- Tchernihiv
- Boutcha
- Borodianka
- Olenivka
- Izioum

La bataille de Mykolaïv ou offensive de Mykolaiv est une opération militaire menée à partir du 26 février 2022 par les Forces armées russes contre les Forces armées ukrainiennes pour prendre le contrôle de Mykolaïv dans le sud de l'Ukraine. Cette bataille s'inscrit dans la continuation de l'offensive de Kherson, dans le cadre de l'invasion russe de l'Ukraine. Après avoir atteint la périphérie de la ville, les forces russes sont progressivement repoussées au cours du printemps et de l'été 2022 avant la contre-offensive de Kherson qui permet aux Ukrainiens de reprendre l'ensemble de la rive occidentale du Dnipro et mettre fin à la menace russe sur Mykolaiv.

## Contexte
Mykolaïv (en ukrainien : Миколаїв, en russe : Николаев, Nikolaïev) est une ville portuaire et industrielle du sud de l'Ukraine et la capitale administrative de l'oblast de Mykolaïv. Sa population s'élève à 476 101 habitants en 2021 ce qui en fait la 8e ville du pays devant Marioupol et derrière Kryvyï Rih.
Lors de l'invasion russe de l'Ukraine, le 24 février 2022, le 22e corps d'armée, les 49e armée et 58e armée combinée et la 7e division d'assaut aéroporté penètre en Ukraine depuis la Crimée. Elles progressent rapidement dans l'oblast de Kherson et atteignent le Dnipro dans la journée. La 11e brigade d'assaut aéroportée russe est déployée par hélicoptères pour s'emparer du pont Antonovskiy qui relie les deux rives du fleuve à proximité de Kherson. Les forces ukrainiennes majoritairement composées de la 59e brigade motorisée et la 80e brigade d'assaut aérien sont rapidement dépassées et évitent de justesse l'encerclement en reprenant temporairement le contrôle du pont. Elles sont forcées d'abandonner Kherson qui est prise le 1er mars par les Russes et décrochent à Mykolaiv.
Située entre Kherson et Odessa, la prise de Mykolaiv est capitale pour la Russie si elle veut poursuivre leur progression vers Odessa, troisième ville du pays, site portuaire et culturelle majeure de l'Ukraine.

## Forces en présence

### Russie
Forces armées de la fédération de Russie
- Armée de terre russe
  -  8e armée combinée
    -  20e division de fusiliers motorisés de la Garde
      - 33e régiment de fusiliers motorisés
      - 255e régiment de fusiliers motorisés

  -  49e armée combinée
    -  34e brigade de fusiliers motorisés de montagne[8]
    -  205e brigade de fusiliers motorisés[9]
    -  439e brigade d'artillerie de missile
    -  227e brigade d'artillerie[10],[11]
- Troupes aéroportées de la fédération de Russie
  -  7e division d'assaut aéroporté de la Garde[12]
    -  56e régiment d'assaut aéroporté[13]
    -  108e régiment d'assaut aéroporté[14]
    -  247e régiment d'assaut aéroporté[15]
- Marine russe
  -  Flotte de la mer Noire
    - 43e régiment aéronaval
    -  22e corps d'armée
      -  126e brigade de défense côtière de la Garde
      - 127e brigade de reconnaissance
- Forces aérospatiales russes
  -  4e armée de l'air
    - 27e division d'aviation mixte
      - 39e régiment d'hélicoptères
      - 37e régiment d'aviation mixte

    - 55e régiment d'hélicoptères de la Garde

 GRU
- Forces spéciales du GRU
  - 10e brigade Spetsnaz

 Rosgvardia

### Ukraine
Forces armées ukrainiennes :
- Armée de terre ukrainienne
  -  11e brigade d'aviation
  -  14e brigade mécanisée (à partir de la mi-mars)
  -  28e brigade mécanisée
  -  59e brigade motorisée
- Forces d'assaut aérien ukrainiennes
  -  79e brigade d'assaut aérien (une partie)
  -  80e brigade d'assaut aérien (février - mars)
- Infanterie navale ukrainienne
  -  35e brigade d'infanterie navale
  -  406e brigade d'artillerie navale
- Force de défense territoriale
  -  123e brigade
  -  124e brigade de défense territoriale
  -  126e brigade de défense territoriale
    - 220e bataillon

  - 11e bataillon de fusiliers
- Forces d'opérations spéciales
  -  73e centre d'opérations maritimes
- Force aérienne ukrainienne
  -  291e régiment de missiles anti-aérien
  -  299e brigade d'aviation tactique
- Marine ukrainienne
  -  10e brigade d'aviation navale
- Armée des volontaires ukrainiens

 Ministère de l'Intérieur :
- Garde nationale de l'Ukraine
  -  19e régiment de protection de l'ordre public
- Police nationale
  -  KORD
  -  Police de Mykolaiv

## Déroulement de la bataille

### Offensive russe

#### Bombardements préliminaires et premiers affrontements (24 février - 1er mars)

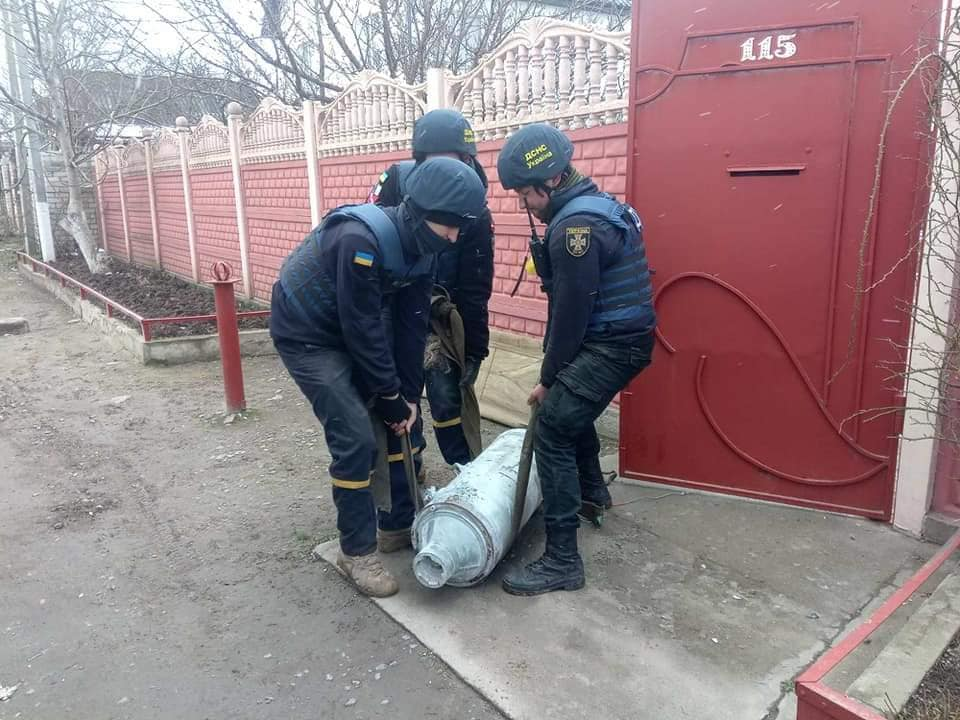
Déminage, le 9 mars à Mykolaïv.

Le 24 février 2022 à 4 h 58, Mykolaïv fait l’objet de bombardements par les forces russes. La base aérienne de Nikolaïev-Koulbakino, où sont basées la 10e brigade de l'aviation navale ukrainienne (uk) et la 299e brigade d'aviation tactique, est visée. Mais, ces unités avaient anticipé l’attaque et leurs appareils avaient déjà décollé. D’autres frappes aériennes ciblent Mykolaïv, notamment la zone portuaire d’Ochakiv, bien que la défense antiaérienne parvienne à en intercepter au moins une,,. Simultanément, des troupes terrestres russes avancent depuis la Crimée dans l'oblast de Kherson, se dirigeant vers le fleuve Dnipro. Ce même jour, pour éviter que leur seule frégate, le navire-amiral Hetman Sahaydatchniy (F130), ne tombe aux mains des Russes, les Ukrainiens décident de la saborder, un fait confirmé par une photographie diffusée le 3 mars,.
Le 25 février, les forces russes prennent le contrôle du pont Antonovskiy et du pont-barrage de Nova Kakhovka, puis font leur entrée à Kherson. Un groupe de reconnaissance russe est détecté dans la ville mais est rapidement neutralisé par les forces de défense territoriale ukrainiennes.
Le 26 février, dans l’après-midi, une percée de douze chars russes est signalée rive droite du fleuve Dnipro, près du barrage de Nova Kakhovka, se dirigeant vers Mykolaïv. Vitaliy Kim, estime que la ville dispose de cinq heures pour se préparer à la défense,. L’artillerie et d’autres armements sont alors mis en batterie pour la défense de la ville. Vers 18 h 30 heure locale, une colonne de 12 chars se trouve en périphérie de la ville alors que le gouverneur ordonne aux citoyens de rester chez eux, tout en s’éloignant autant que possible des fenêtres. Peu de temps après, les troupes entrent dans la ville et des combats éclatent sur le fleuve Boug méridional environ dix minutes plus tard. Selon certains rapports, des chars « ont traversé la ville ». Vers 18 h, des combats se déroulent dans le zoo de la ville. Après trois heures de combat, les forces russes sont repoussées. Le gouverneur et le maire de la ville se félicitent d'une victoire « imminente ». Certains soldats russes auraient été capturés par les défenseurs. De nombreux dégâts sont provoqués par les combats urbains, qui détruisent le centre-ville. Un projectile met le feu à un supermarché.
Le 27 février, des responsables ukrainiens affirment que les forces russes ont été complètement expulsées de Mykolaïv. Vitaly Kim, déclare : « Mykolaïv reste sous le contrôle de l'Ukraine. De plus, l'armée ukrainienne a récupéré les armes du véhicule blindé de transport de troupes ennemi. ». Dans la soirée, l'aéroport international de Mykolaïv est frappée par plusieurs missiles endommageant les pistes.
Le 28 février, les troupes russes avancent de Kherson vers Mykolaïv, atteignant la périphérie de la ville et lançant un assaut à 11 h, heure locale.
Le 1er mars, il y a une accalmie dans les combats à Mykolaiv, aucune frappe aérienne ni bombardement d'artillerie n'ayant été enregistrée la nuit précédente. Une colonne de véhicules militaires russes a quitté les environs de Mykolaïv pour repartir en direction de Kherson. Certains ponts ont été détruits par l'armée ukrainienne. Sienkevych a déclaré qu'on ne savait pas quand la ville serait à nouveau attaquée, mais que des préparatifs défensifs étaient nécessaires. En revanche, à 70km au nord-est de Mykolaiv, la 126e brigade de défense côtière russe se dirige vers le nord le long de la T1509, probablement pour tenter d’encercler Mykolaïv ou alors se diriger vers Kryvyï Rih. La brigade capturent Snihourivka, Yavkine (uk) et atteint Bachtanka où s'engagent des combats contre des éléments de la 123e brigade de défense territoriale ukrainienne appuyés par l'aviation. Les Ukrainiens parviennent à repousser les Russes en leur infligeant de lourdes pertes : au moins 26 véhicules dont un système antiaérien 96K6 Pantsir-1, deux BTR-80 et une vingtaine de camions Ural-4320 et KamAZ ainsi que deux pièces d’artillerie de calibre 122 mm. Durant les combats, au moins un civil est tué. Après la bataille du 1er mars, les soldats russes qui avaient fui dans plusieurs directions restent bloqués dans les environs pendant encore trois jours et se cachent. Vingt-huit soldats russes sont capturés dans les environs. Après avoir été repoussées, les forces russes commencent à bombarder le village à l’aide de Grads. Après le bombardement, la ville se retrouve sans eau, électricité et gaz pendant deux semaines,.

#### Bataille pour l'aéroport de Mykolaiv et tentative de contournement à Voznessensk (2 - 14 mars)
La première tentative sérieuse des troupes russes de prendre d'assaut Mykolaïv a eu lieu le 2 mars. Des Spetsnaz russes sont déployés au nord-ouest de Mykolaïv près de Balovne (uk) mais sont capturés. Les autorités ukrainiennes revendiquent la capture d'un petit groupe de soldats russes effectuant une action de reconnaissance à l'extérieur de Mykolaïv. Le gouverneur de l'oblast (uk) Vitaliy Kim diffuse l'image de l'un d'entre eux sur la messagerie Telegram. À l'est de la ville, la 34e brigade de fusiliers motorisés de montagne atteint Kalynivka (uk) le long de la H11 où des combats éclatent au cours desquels deux MT-LB sont perdus. L'artillerie ukrainienne détruit le pont sur la E95 qui mène à Kalynivka au-dessus de la voie ferrée alors qu'un T-72 traverse. Le reste de la colonne rebrousse chemin et l'attaque est repoussée,,. Deux véhicules Iveco et GAZ 2330 TIGR avec quatre hommes de la 10e brigade Spetsnaz sont également faits prisonniers par des hommes du 190e bataillon de défense territorial.
Le 3 mars, des éléments de la 126e brigade poursuivent au nord de Mykolaiv sur la P06, au nord-ouest de Mykolaïv en suivant la rive orientale du Boug méridional. La présence de soldats russes à cet endroit, alors que l'armée ukrainienne défend toujours la capitale de l'oblast, indique qu'au moins une petite partie des troupes russes a contourné la zone de front pour tenter de poursuivre son offensive vers le nord. L'objectif est d'atteindre Voznessensk, à environ 90 kilomètres où se situe le prochain pont qui permet de traverser le fleuve. Les unités russes sont attaqués par la 80e brigade d'assaut aérien à proximité du village de Andriichykove à 5km de Voznessensk, sur la rive occidentale. Après plusieurs heures de violents combats les Russes sont finalement repoussés.
Le 4 mars, l'état-major ukrainien rapporte que pas moins de 15 BTG se dirigent vers Mykolaïv, parmi lesquels la 7e division d'assaut aéroporté. Vers 10h30, les Russes lancent une attaque importante sur la ville du côté de l'usine d'aluminium de Mykolaïv à l'est de la ville et pénètrent dans l'aérodrome de Koulbakino où une bataille éclate avec la 123e brigade territoriale. Les Ukrainiens déploient les forces spéciales du 73e centre d'opérations maritimes et des unités KORD de la police nationale pour contre-attaquer et reprennent l'aéroport, mais de violents combats se poursuivent autour les jours suivants. Au même moment, des combats ont lieu près de Bachtanka. Pendant la retraite, des soldats russes s'arrêtent dans une école, où ils abattent le directeur. Le lendemain, un avion de chasse Su-30, deux hélicoptères de transport Mi-8 et trois hélicoptères de combat Mi-24 russes sont abattus au-dessus de Kalynivka. Le 5 mars, des combats sont signalés à Voznessensk où la 126e brigade tente toujours de capturer la ville, tandis que de violents combats se poursuivent pour le contrôle de l'aéroport. Plusieurs explosions dues à des frappes militaires touchent la ville. Les échanges de tirs entre les armées des deux belligérants se concentrent autour de la base militaire située au sud-est de la ville. D'autres combats éclatent près de Horokhivka entre des soldats russes et des éléments du 19e régiment de la Garde nationale et de la 79e brigade d'assaut aérien, les Russes auraient perdu deux blindés. L’aéroport serait inutilisable et toujours au centre d'importants combats pour son contrôle. Le 247e régiment d'assaut aéroporté de la 7e division enregistre de lourdes pertes durant les combats. Plusieurs pièces d'artillerie sont également capturées par les forces ukrainiennes en périphérie de l'aéroport.
Le matin du 7 mars, la caserne de la 79e brigade d'assaut aérien est frappée par des missiles Kalibr, huit soldats sont tués et 19 blessés. Dans la nuit du 7 mars, les troupes russes lancent un bombardement d'artillerie massif sur la ville. Des immeubles d'habitation, des magasins, des pharmacies et des infrastructures civiles sont touchés. Les parachutistes russes renouvellent également leurs assauts sur l'aéroport. Selon Vitaly Kim, les Russes sont entrés et se sont établis sur le territoire de l'aéroport international de Mykolaïv, situé près du village de Balovne. De violents affrontements ont lieu à l'est de la ville et une bataille de chars éclate à l'aéroport impliquant toutes les brigades de l'armée ukrainienne présentes, la 79e ainsi que les 35e brigade et 36e brigade d'infanterie navale. Les bombardements s'arrêtent vers la soirée, les forces ukrainiennes déclarant avoir repoussé l'assaut russe. Il s'agit de la dernière tentative russe de s'emparer de l'aéroport.
Le 8 mars, un groupe tactique du bataillon russe tente des opérations offensives vers le district de Ternivka à Mykolaïv et est repoussé vers les « zones de concentration de forces » russes près de Kapustyne, Balovne et Novomatviyivske. Le 9 mars, les forces russes mènent une nouvelle attaque sur Voznessensk. Les combats se poursuivent le lendemain, et l'armée russe réussit finalement à s'emparer de la ville. Dans les jours suivants, l'ISW note une concentration de plus en plus grande de troupes russes aux abords de Mykolaïv, les Ukrainiens s'attendent alors à une nouvelle attaque d'ampleur tandis que des affrontements persistent. Plusieurs immeubles sont détruits dans les bombardements le 11 mars. Les opérations sur Mykolaïv diminuent en intensité entre le 11 et le 15 mars. Les Russes continuent d'essayer de progresser entre Bachtanka et Nova Odessa autour des villages de Kashpero-Mykolaivka et de Pisky où sont déployés des éléments de la 7e division et de la 205e brigade de fusiliers motorisés,.

#### Contre-attaque ukrainienne (14 mars - 1 avril 2022)
Le 14 mars, les forces ukrainiennes lancent une contre-attaque. La 28e brigade mécanisée, pousse au sud de Mykolaïv, la 80e autour de Voznessensk, le 137e bataillon de marine de la 35e brigade d'infanterie navale avec des éléments de la 79e brigade, de la 14e brigade mécanisée récemment redéployé et la 59e brigade à l'est en direction de la T1505 vers Snihourivka. Le 16 mars, une attaque de missiles ukrainiens frappe l'aéroport international de Kherson occupé par les Russes, détruisant au moins une dizaine de véhicules et trois hélicoptères Mi-8.
Le 18 mars, deux missiles russes Kalibr frappent une nouvelle fois une caserne abritant des soldats de la 79e brigade et de la 35e brigade, utilisée pour entraîner des soldats locaux. Cette caserne est située dans la banlieue nord de Mykolaïv. L'attaque se produit pendant la nuit, alors que les soldats dorment dans leurs casernements. Initialement, les rapports font état de 45 soldats ukrainiens décédés,. Le journal belge HLN rapporte que, selon la morgue de la ville, au moins 80 soldats auraient été tués. On suppose que presque tous les 200 soldats ont été tués, car un seul survivant est tiré des décombres le lendemain et les températures atteignent −6 °C pendant la nuit.
Le 18 mars, les forces ukrainiennes auraient franchi les lignes russes à Mykolaïv, les repoussant d'une dizaine de kilomètres dans le raïon de Kherson le long de la M14 jusqu'à Posad-Pokrovs'ke (uk) qui est libéré par la 28e brigade mécanisée, désenclavant partiellement la ville par le sud,. À Voznessensk, elles repoussent les forces russes de près de 100 kilomètres, cette fois-ci infligeant de lourdes pertes à la 126e brigade Le 19 mars, les militaires russes à Snihourivka tentent d'avancer vers Bereznehouvate, rencontrant une résistance ukrainienne. Les 19 et 20, de violents combats se poursuivent autour de Kashpero-Mykolaivka-Bachtanka entre la 80e brigade et la 205e brigade de fusiliers motorisés russe et des VDV. À l'est de Mykolaïv, des éléments de la 14e brigade mécanisée et de la 59e brigade motorisée contre-attaquent libérant les communes de Zasilya et Bilozirka. Le 21 mars, des bombardements russes touchent le centre-ville de Mykolaiv. Le 22, la 80e brigade libère les communes de Pisky et Inhulka près de Bachtanka. Le 24 mars, des éléments de la brigade libèrent également Khrystoforivka, Hreihove, Kyselivka et Pervomaiske au nord-est de Mykolaïv tandis que la 14e est engagée dans de violents combats autour de la communes de Chervona Dolyna (uk). Le 26, c'est le village de Vynohradivka qui est libéré.
Le 29 mars, un missile russe éventre le bâtiment de l'administration régional de Mykolaiv. L'attaque fait 37 morts et 34 blessés.

### Stabilisation de la ligne de front (avril - août 2022)

#### Diminution de l'intensité des combats (avril - 27 mai)
Début avril 2022, la ligne de front se stabilise globalement entre Mykolaiv et Kherson. De violents combats se poursuivent toutefois autour de Oleksandrivka (district de Kherson) (uk) impliquant la 28e brigade mécanisée et la 20e division de fusiliers motorisés russe. Plus au nord, les combats se concentrent autour de Pravdyne (uk) et Blahodatne (Oblast de Kherson) (uk) tenu par la 205e brigade russe.
Le 10 avril, les forces ukrainiennes réalisent des avancées et repoussent l'armée russe dans la zone autour de Kherson, gagnant du terrain à Osokorivka et Oleksandrivka. Les contre-attaques russes ne leur permettent pas de reprendre le territoire perdu, tandis que l’Ukraine continue de harceler les aérodromes russes locaux. La contre-offensive ukrainienne a mis la Russie sur la défensive dans le sud de l'Ukraine, la forçant à se concentrer sur la fortification de Kherson et l'amélioration de ses défenses aériennes. Les partisans ukrainiens commencent également à attaquer des cibles russes dans le sud, un groupe étant apparemment actif à Melitopol.
Entre le 14 et le 22 avril, de violents combats se poursuivent autour de Oleksandrivka à l'ouest de Kherson au cours desquelles la Russie contre-attaque et réalise des gains mineurs, tandis que plus au nord la 80e brigade d'assaut aérien mène des contre-attaques et libère plusieurs villages,,.Le 27 avril, Gerashchenko annonce que les forces ukrainiennes avaient capturé trois villages près de Snihurivka.

### Contre-offensive ukrainienne
Lors de l’offensive de Kherson de septembre 2022, les forces russes se retirent de l’oblast de Mykolaïv, puis de la rive ouest du Dniepr et de la ville de Kherson, mettant fin aux ambitions russes de conquérir la ville de Mykolaïv. Vitaliy Kim déclare que la ville de Mykolaïv est désormais « entièrement libérée ».
La fréquence des bombardements sur la ville est également réduite.